# (1624) Rabe
Pour les articles homonymes, voir Rabe.
(1624) Rabe est un astéroïde de la ceinture principale découvert le 9 octobre 1931 par l'astronome allemand Karl Wilhelm Reinmuth. Le lieu de découverte est Heidelberg (024). Sa désignation provisoire était 1931 TT1.